# École supérieure des technologies de l'information
 (décembre 2018).
École supérieure des technologies de l'information (ESTI) est un établissement d'enseignement supérieur privé reconnu par l'État, qui délivre des formations dans le domaine des technologies de l'information.
Après cinq ans d'études, les étudiants sont qualifiés ingénieurs et experts en informatique, avec un diplôme certifié par l'État, et une co-diplomation avec le Master of Science de l'école partenaire ESIEE-IT.
L'ESTI propose la solution en termes de besoin pour les entreprises locales, en matière de ressources qualifiées et disponible pour prendre de futurs employés.

## Historique
L'idée de cette école est le fruit d'un partenariat entre les chambres de commerce et d'industrie Antananarivo et de Paris-Île de France, qui mobilise l'expertise de sa propre école d'informatique ESIEE-IT, et de GOTICOM, le groupement des opérateurs informatiques de Madagascar.
Le lancement officiel de l'ESTI eut lieu le 13 décembre 2016, en présence des représentants du gouvernement malgache, de l'Agence française de développement (AFD), de l'ambassadeur de France à Madagascar et du vice-président de la CCI Paris Île de France.
Le groupement des opérateurs en technologies de l’information et de la communication de Madagascar (GOTICOM) et la chambre de commerce et d’industrie d’Antananarivo (CCIA) ont voulu fonder une école supérieure, créée par les entreprises pour les entreprises, dû aux besoins croissant des entreprises en ressources qualifiées.
Ce projet veut apporter au secteur de l'économie du numérique, en pleine expansion, des mains d'œuvre qualifiées en parfaite complémentarité avec les exigences des entreprises.
Une convention de financement entre l'Agence française de développement et la CCIA a été signé le 1er octobre 2015.
L'AFD soutient le projet avec un financement de 2 millions €, qui sert à la réhabilitation du bâtiment (ancienne chambre de commerce et de l'industrie d'Antananarivo à Antanimena) où sera implantée l'école, à l'acquisition de matériel pédagogique et d'équipement technique de pointe, la conception de programmes, la formation des enseignants et au fonctionnement initial de l'école,,,.
Signature d'un accord de financement d'un Million € le 4 juin 2020 pour la poursuite de l'appui financier et technique débuté en 2015.
L'école est actuellement sous la direction générale de M. Franck RAZAFINDRABE.

## Objectif
L'école veut subvenir aux manques de personnes qualifiées pour la mise en œuvre des marchés du domaine de l'IT dont le pays aurait besoin, qui est porteur d'opportunité à la fois en interne et à l'externe, selon les dires du président du conseil d'administration de l'ESTI et membre du conseil d'administration du GOTICOM Gil Razafintsalama.

## Piscine
À l'ESTI, la rentrée est marquée chaque année par une « piscine » d'intégration, séminaire d'entrée de plusieurs jours, durant lesquels, les étudiants doivent apprendre, coder et faire des recherches,. Sorte d'initiation bien connue dans d'autres écoles d'informatique, elle propose des défis comme la programmation de drones ou de voitures autonomes, par le biais de microordinateurs comme le Raspberry Pi ou l'Arduino. C'est aussi un événement qui permet de créer des liens forts et de faire connaissance.

## Pédagogie
L'ESTI est la toute première école supérieure de Madagascar ayant adopté la formation en alternance, qui souhaite être le modèle pour les autres.
La pédagogie conventionnelle n'est pas présente à l'ESTI, car celle-ci pousse et guide les étudiants à s'inspirer des pratiques et apprendre par eux-mêmes, de mettre en place leurs propres connaissances en cherchant et pratiquant.
L'ESTI prend exemple sur les facteurs pédagogique qui ont fait le succès d'ESIEE-IT, tels que la pédagogie inversée, pédagogie par projet, et bien d'autres, tout en gardant à l'esprit les demandes et attentes des entreprises partenaires pour offrir les connaissances adaptées et innovantes.

## Diplôme
Deux filières principales :
- niveau L dans le domaine de l'intégration et développement (développement de projet informatique, développement web, développement mobile…) et dans le domaine réseaux et système (administration des systèmes d'information…) ;
- niveau M dans le domaine management des système d'information (développement objet, génie logiciel, Big Data…) et dans le domaine de l'infrastructure et cybersécurité (Internet des objets, cloud computing, sécurité SI, etc.)[12].

### Parcours Licence professionnelle
- Réseaux et Système (RSI)
- Intégration et Développement (IDEV)

### Parcours Master professionnel
- Management des Systèmes d'Information (MSI)
- Infrastructure et Cybersécurité (IC)

## Alternance
L'ESTI proposa une formation en alternance à Madagascar où le principe n'existait pas encore. Les entreprises intéressées par ce principe ont compris que les étudiants ayant un parcours professionnel et académique en même temps étaient la solution aux problématiques de recrutement et de personnels qualifiés.
L'ESTI prend des étudiants afin de les former en formation en alternance, pour satisfaire les attentes des entreprises du secteur de l'IT. 
L'ESTI prévoit de faire participer les entreprises dans tous les niveaux de fonction et de permettre une bonne entente entre les compétences des étudiants et les attentes du marché.
L'ESTI est stricte concernant les compétences, à partir de la L2, les étudiants expérimenteront l'alternance, qui est un contrat de travail, ils passeront 15 jours en entreprise et 15 autres jours à étudier à l'école, successivement ainsi pendant toute l'année. C'est aussi une façon de financer ses études à l'ESTI, car celle-ci permet d'être rémunéré, d'intégrer le monde professionnel et de débuter plus tôt leur carrière, cela permet aussi aux entreprises de s'en passer des phases de formations supplémentaires, puisqu'elle est déjà proposée à l'école.

## Partenariat
ESIEE-IT l'école d'I-management de la CCI Paris Île-de-France soutient le projet, et aussi le partenaire pédagogique de l'ESTI.